# كارافاجيستي

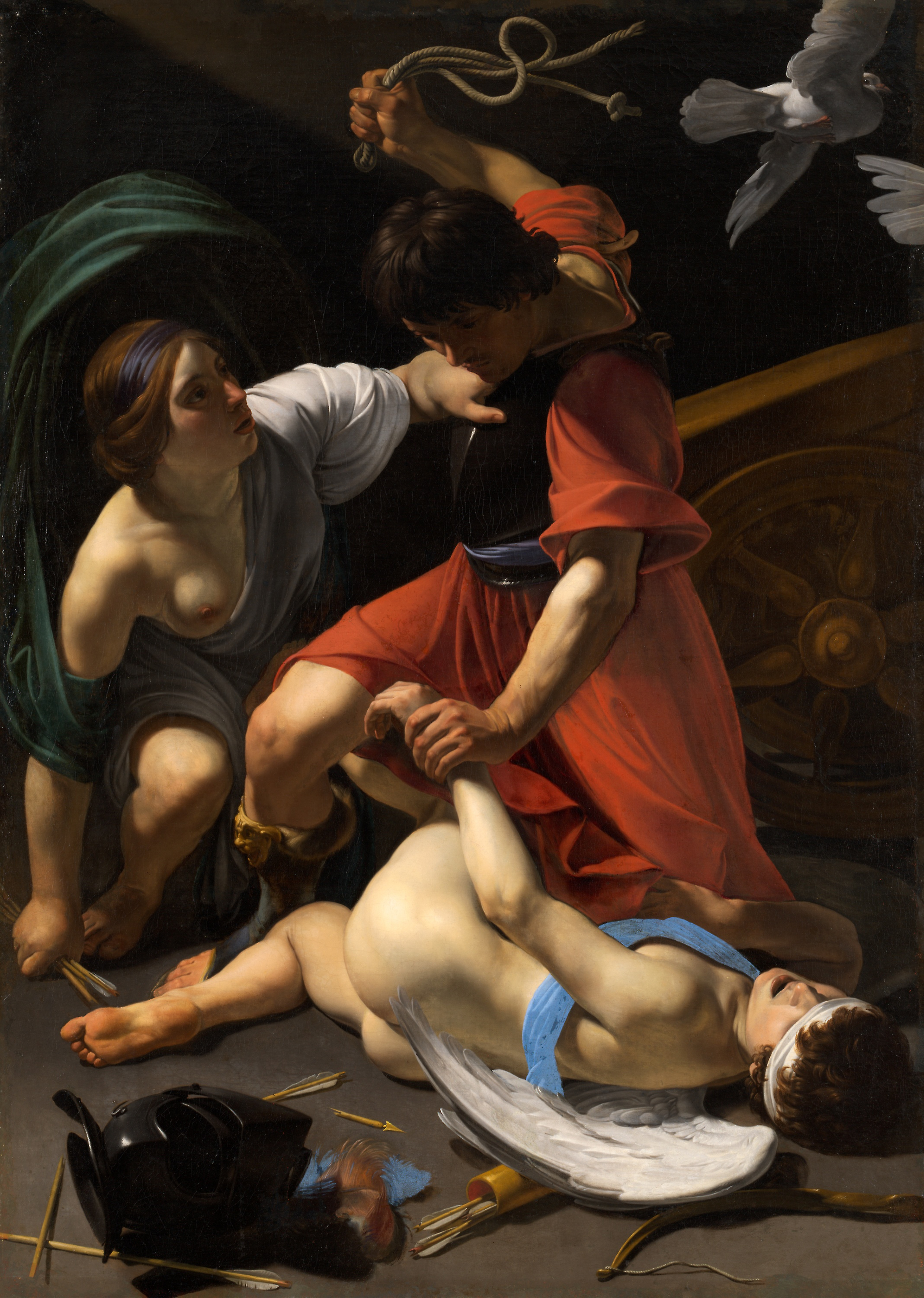

كان الكارافاجيستي (أو «الكاارفاجيسكيز») أتباعًا أسلوبيين لرسام الباروك الإيطالي من أواخر القرن السادس عشر، كارافاجيو. كان تأثير كارافاجيو على أسلوب الباروك الذي ظهر أخيرًا من الأسلوبية، تأثيرًا عميقًا. لم يؤسس كارافاجيو ورشة عمل كما فعل معظم الرسامين الآخرين، وبالتالي لم يكن لديه مدرسة ينشر من خلالها أساليبه. لم يحدد كارافاجيو مطلقًا نهجه الفلسفي الأساسي للفن، ولا يمكن استنتاج الواقعية النفسية إلا من خلال أعماله الباقية، ولكن يمكن رؤيتها بشكل مباشر أو غير مباشر في أعمال روبنس وخوسيه دي ريبيرا وبرنيني ورامبرانت. سلدت شهرته خلال حياته لكنه نُسي فور وفاته تقريبًا. نُسبت العديد من لوحاته لأتباعه مثل لوحة اعتقال المسيح، التي نُسبت إلى الرسام الهولندي جيرارد فان هونثورست حتى عام 1990. أُعيد اكتشاف أهميته في تطوير الفن الغربي في القرن العشرين. أعاد روبرتو لونغي وضعه في التقاليد الأوروبية في العشرينيات من القرن العشرين: «ريبيرا ولا تور ورامبرانت لم يكونوا ليوجدوا لولاه، وبدونه كان سيختلف فن كل من ديلاكروا وكوربيه ومانيه تمامًا». صرح صاحب التأثير برنار برنسن قائلًا: «باستثناء ميكيلانجيلو، لم يمارس أي رسام إيطالي مثل هذا التأثير الكبير».

## الإيطالي

### روما
أثر أسلوب كارافاجيو الدرامي الجديد على العديد من أقرانه في عالم الفن الروماني، وذلك في ذروة شعبيته في روما خلال تسعينيات القرن السادس عشر وأوائل القرن السابع عشر. كان من بين الكارافاجيستي الأوائل كل من ماريو مينيتي وجيوفاني باجليوني (على الرغم من أن مرحلة كارافاجيو لم تدم طويلًا) وليونيلو سبادا وأوراتسيو جنتيلسكي، بينما نجد في الجيل الثاني كلًا من كارلو ساراسيني وبارتولوميو مانفريدي وأوراتسيو بورجياني، بالإضافة إلى رسامين مجهولين مثل سيد المقامرين. كان جنتيلسكي، على الرغم من كونه الأكبر سنًا، الوحيد بين هؤلاء الرسامين الذي عاش كثيرًا بعد عام 1620، وانتهى به الأمر كرسام بلاط لتشارلز الأول ملك إنجلترا. كانت ابنته أرتيميسا جنتلسكي مقربة من كارفاجيو، وواحدة من أكثر الموهوبين في هذه الحركة، بما في ذلك عملها يهوديت تذبح هولوفيرنوس. مع ذلك، لم يكن كارافاجيو من مزج عناصر من عصر النهضة العالي والواقعية اللومباردية في كل من روما وإيطاليا، بل كان تأثير أنيبالي كاراتشي الذي انتصر في النهاية. من بين الفنانين الآخرين النشطين في روما ومن الجديرين بالذكر، أنجيلو كاروسيلي وبيير فرانشيسكو مولا وتوماسو ساليني وفرانشيسكو بونيري. كان جانتشينتو براندي نشطًا بشكل رئيسي في روما ونابولي. كان الرسام الهولندي دايفيد دي هاين نشطًا في روما بين عامي 1615و 1622.

### نابولي
فر كارافاجيو إلى نابولي وحُكم بقطع رأسه في مايو من عام 1606 بعد مقتل رانوتشيو توماسوني، وأثناء وجوده هناك أكمل عدة تعهدات، اثنتان رئيسيتان هما عذراء المسبحة الوردية والأعمال السبعة للرحمة. كان لعمله تأثير عميق على الفنانين المحليين وأنتجت إقامته القصيرة في نابولي مدرسة بارزة من الكارافاجيستي النابوليين، بمن فيهم باتيستيلو كاراتشولو وبرناردو كافالينو وكارلو سيليتو وماسيمو ستانتسيوني وفرانشيسكو غوارينو وأندريا فاكارو وسيزار فراكانتسانو وأنطونيو دي بيليس. نشط جاتشينتو براندي بشكل رئيسي في كل من روما ونابولي. انتهت حركة الكارافاجيستي هناك بتفش رهيب للطاعون في عام 1656، ولكن في ذلك الوقت كانت نابولي ملكًا لإسبانيا وكان تأثير كارافاجي قد انتشر مسبقًا هناك.